# Henschel Hs 122
Die Henschel Hs 122 war ein Nahaufklärungsflugzeug der Henschel Flugzeug-Werke.

## Entstehung und Entwicklung
Zur Ausstattung der Luftwaffe gehörte an vorderer Stelle ein Nahaufklärer für das Heer. Die Pläne des Ersatzes der von der Reichswehr 1932 vorgesehenen Doppeldecker führten 1933 zu neuen Aufträgen. Das Flugzeugentwicklungsprogramm des RLM sah eine Nullserie von 7 Flugzeugen von den Ernst-Heinkel-Flugzeugwerken und 16 der Henschel Flugzeug-Werke neben je drei Versuchsflugzeugen vor. Die Entwicklung der Heinkel He 48 wurde im Sommer 1935 abgebrochen und Henschel erhielt den Serien-Auftrag für die Hs 122. Seit dem 9. August 1933 wurde in Johannisthal das Projekt bearbeitet, und die Attrappe am 7. Oktober 1933 und 20. Februar 1934 besichtigt.
| Versuchsflugzeug    | V1               | V2              | V3            |
| ------------------- | ---------------- | --------------- | ------------- |
| Werk-Nr.            | 4                | 5               | 6             |
| Konstruktionsbeginn | 6. Januar 1934   | 15. März 1934   | 15. März 1934 |
| Baubeginn           | 15. Mai 1934     | 21. Mai 1934    | 21. Mai 1934  |
| Erstflug            | 30. Oktober 1934 | 11. Januar 1935 | 26. März 1935 |
| Kennzeichen         | D-UQEV           | D-UBYN          | D-UDIZ        |

Während V1 und V3 den Motor SAM 322 J erhielten, wurde V2 als Vorstudie für den Einbau eines deutschen Motors mit Wasserkühlung vorgesehen und mit einem der in größerer Anzahl vom RLM angekauften britischen Rolls-Royce Kestrel ausgerüstet. V3 war ursprünglich als Schulflugzeug mit Doppelsteuerung gebaut worden.
Die drei Versuchsflugzeuge absolvierten in Schönefeld und in der E-Stelle Rechlin umfangreiche Flug- und Erprobungsprogramme, u a. mit D-UDIZ, dem Musterflugzeug für die Serie, auch die Waffen-Erprobung. Wegen beanstandeter schlechter Sichtbedingungen veranlasste die E-Stelle in der ersten Erprobungsphase der V1 nach dem Nachfliegen den Umbau auf einen sogenannten dünnen Flügel, der auch in der Serie eingeführt wurde.
Serie A-0: Am 5. Mai 1935 begann in Johannisthal der Bau der 16 Stück umfassenden Nullserie, die bis August 1936 ausgeliefert wurde. Eine geplante Erhöhung auf 27 Flugzeuge mit der A-1-Serie entfiel, da der Nachfolger Hs 126 schon in Auftrag gegeben worden war.
Die Hs 122 diente verschiedenen Aufgaben in Einheiten und Flugschulen, auch in der E-Stelle Travemünde.
1936 wurde der robuste Hochdecker mit komplettem Einbau von Sonderausrüstungen (SO 1 (starre Angriffsbewaffnung), SO 2 (bewegliche Verteidigungsbewaffnung) und SO 3 (Abwurf-, Bombenausrüstung), dazu Bordstation B 1 (Funkstation) und Handkamera HK 19 (Fotoausrüstung)) im Ausland angeboten.
Delegationen aus dem Irak und Österreich bekundeten Interesse, ein Export fand nicht statt.

## Konstruktion
- Rumpfwerk: ovaler Leichtmetall-Schalenrumpf, Rumpfvorderteil durch große abnehmbare Verkleidungsbleche gut wartbar
- Fahrwerk: ohne durchgehende Achse, aus zwei selbstständigen Hälften mit im Rumpf liegender Federung. Spornrad drehbar
- Leitwerk: Höhenleitwerk abgestrebt, Seitenleitwerk freitragend, Leichtmetall mit Blechbeplankung, Ruder stoffbespannt, Ruder aerodynamisch und statisch ausgeglichen, einstellbare Trimmruder für Höhen- und Seitenruder, feste Stellung der Seitenflosse um 3° nach links zum Ausgleich des Propeller-Drehmoments
- Tragwerk: zweiteiliger Metallflügel, zweiholmig, Metallbeplankung mit Ausnahme der Stoffbespannung der Unterseite zwischen Holmen, der Querruder und Landeklappen
- Triebwerk: Luftgekühlter Sternmotor Siemens SAM 22B, 660 PS, NACA-Motorhaube, mit vorn liegendem Auspuffsammler.
- Ausrüstung: als Nahaufklärer Reihenbildgerät, FT-Gerät, Handkamera

(Quelle:)

## Technische Daten

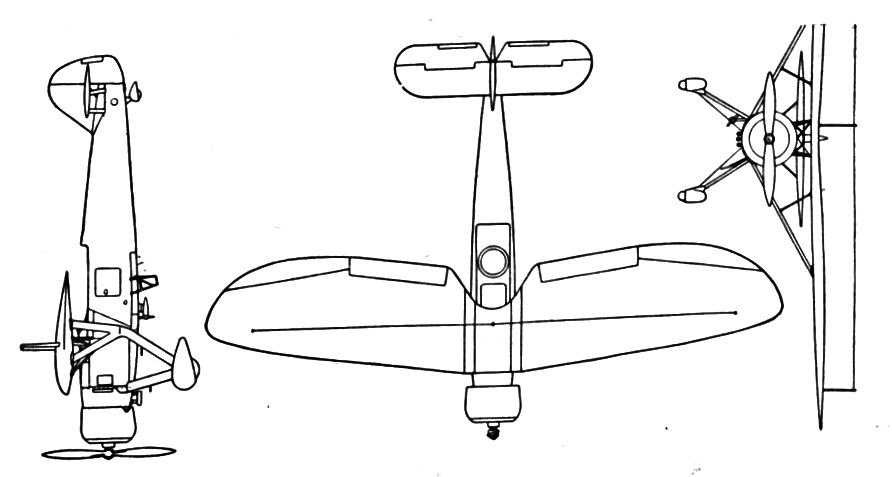
Dreiseitenriss

| Kenngröße             | Daten (Hs 122 V2)                                                                       |
| --------------------- | --------------------------------------------------------------------------------------- |
| Besatzung             | 1 Pilot + 1 Beobachter                                                                  |
| Länge                 | 10,25 m                                                                                 |
| Spannweite            | 14,50 m                                                                                 |
| Höhe                  | 3,80 m                                                                                  |
| Flügelfläche          | 34,70 m²                                                                                |
| Flügelstreckung       | 6,05                                                                                    |
| Leermasse             | 1650 kg                                                                                 |
| Zuladung              | 860 kg                                                                                  |
| max. Startmasse       | 2530 kg                                                                                 |
| Flächenbelastung      | 92,90 kg/m²                                                                             |
| Leistungsbelastung    | 4,22 kg/PS                                                                              |
| Triebwerk             | ein luftgekühlter Sternmotor Siemens SAM 22B                                            |
| Leistung              | 660 PS (485 kW)                                                                         |
| Höchstgeschwindigkeit | 270 km/h                                                                                |
| Marschgeschwindigkeit | 235 km/h                                                                                |
| Landegeschwindigkeit  | 88 km/h                                                                                 |
| Steigzeit             | 18 min auf 4000 m Höhe                                                                  |
| Dienstgipfelhöhe      | 5600 m                                                                                  |
| Flugdauer             | 2,6 h                                                                                   |
| Bewaffnung            | 1 × starres MG für Pilot 1 × drehbares MG für Beobachter Magazin für zehn 10-kg-Bomben. |